# Kastner
Kastner ist eine historische Bezeichnung für den Inhaber des Kastenamts, der die Einkünfte des Grundherrn in der Hofkammer (auch Kasten, Kammer, Rentkammer oder Rentei genannt) verwaltete. Die Berufsbezeichnung ist ab dem Hochmittelalter belegt und blieb, auch als Kastenamtmann, bis in die Frühe Neuzeit gebräuchlich.

## Stellung und Aufgaben des Kastners
Ein Kastner wurde für einen Amtsbezirk bestellt, wo er mit der Aufsicht und Verwaltung des herrschaftlichen Kammerguts beauftragt war. Dies betraf zunächst den Kasten, also den Speicher, wo die Naturalabgaben der Untertanen zusammenflossen (zum Beispiel Getreide, Grieß, Mehlsorten, Kleie, Salz). Dem Kastner oblagen somit die sachgerechte Lagerung der Naturalien, die Qualitätssicherung, aber auch die Überwachung der Arbeitsleistungen der Untertanen bis hin zur Bestimmung des Brotpreises. Da sich aus den Naturalabgaben die Steuern entwickelten, wurde Kastner zu einer Bezeichnung für den Aufseher über alle Einkünfte eines Grundherrn, für einen Rentmeister, Keller/Kellner oder Gutsverwalter (Meier). Die Aufzeichnungen (Buchführungen) der Kastner gingen etwa in die Salbücher einer Stadt ein, in denen zum Beispiel die Solleinnahmen der Abgaben an die Herrschaft notiert wurden.
Auch in Klöstern und geistlichen Territorien gab es das Amt des Kastners. So verzeichnet der Historische Atlas von Bayern eine Liste von Freisinger Kastnern über einen Zeitraum von 1090 bis 1698 (am Anfang lückenhaft). Die ersten bekannten Freisinger Kastner waren beim Domkapitel angestellt (vgl. Freisinger Dom). Ab wann das Hochstift Freising (1294–1802) Kastner beschäftigte, ist unklar. Erst Hans der Purger (Kastner von 1410 bis 1417) wurde ausdrücklich als Kastner des Freisinger Bischofs bezeichnet. Im Historischen Atlas von Bayern folgt dann eine sich zum Teil damit überschneidende Liste von Lehenpröpsten (1566 bis 1753), zu denen meist mehrere Ämter angegeben werden (z. B. „Kastner und Lehenpropst“ oder „Angerlehenpropst, Gerichtsschreiber, Ungelter, Richter“), und eine zeitlich daran anschließende Liste von „Kastenamtskommissionären“ (1756 bis 1802). Die Freisinger Kastner hatten dieselben Aufgaben wie die Kastner im Land Bayern: Sie verwalteten den Grundbesitz sowie die Naturalabgaben und Steuern. Sie übten auch die niedere Gerichtsbarkeit über die Untertanen aus und gerieten dadurch zeitweise in Kompetenzstreitigkeiten mit den Gerichtsbeamten.

## Bezeichnungen
Beim Familiennamen Kastner haben sich historische Wort- und Schreibvarianten erhalten, zum Beispiel  Kastener und Castner. Genauere Bezeichnungen des Berufs finden sich in Zusammensetzungen wie Salzkastener, Hofkastner, Allmandskastner oder auch Kastenmeier, Kastenschreiber.
In lateinischen Texten wurden die Bezeichnungen granarius, granator, annonarius verwendet. Im Englischen wurde der Beruf als granger oder grainger bezeichnet, im Französischen als grenetier oder grainier.